# Filet de bœuf
Le filet de bœuf est un morceau tendre et maigre du bœuf (le filet). Il est situé dans la région lombaire.

Découpe d’un filet de bœuf en France.

Découpe d’un tenderloin de boeuf aux États-Unis.